# Automedusa
Automedusa (altgriechisch Αὐτομέδουσα Automédousa), Tochter des Alkathoos, ist eine Gestalt der griechischen Mythologie.
Sie war die Gemahlin des Herakles-Halbbruders Iphikles und Mutter des Iolaos.